# Allan Grauers
Allan Henning Valdemar Grauers, född 26 november 1901 i Oskarshamn, död 3 augusti 1977 i Göteborg, var en svensk länsåklagare.

## Biografi
Grauers avlade studentexamen i Eksjö 1921 och juris kandidatexamen vid Uppsala universitet 1927. Han genomförde tingstjänstgöring 1927–1930. Grauers blev tjänsteman vid länsstyrelsen i Kalmar län 1930, landsfogde i Gävleborgs län 1937 (tillförordnad 1935), i Göteborgs och Bohus län 1953 och var länsåklagare där 1965–1968. Han var medlem av Svenska Frimurare Orden.
Grauers var son till borgmästaren Henning Grauers och Sigrid Ekelund samt bror till Ingvar, Einar, Bertrand och Nils Grauers. Han gifte sig 1931 med Maj Thorsell (född 1909), dotter till överläraren Eric Thorsell och Märtha Bachmann. Makarna var färäldrar till Ann-Marie (född 1932) och Jan (född 1933).

## Utmärkelser
Grauers utmärkelser:
- Kommendör av Nordstjärneorden (KNO)
- Nationalföreningen för trafiksäkerhetens främjandes förtjänsttecken i guld (NTFftjtG)